# Phoma dimorphospora
Phoma dimorphospora är en lavart som först beskrevs av Speg., och fick sitt nu gällande namn av Aa & Kesteren 1979. Phoma dimorphospora ingår i släktet Phoma, ordningen Pleosporales, klassen Dothideomycetes, divisionen sporsäcksvampar och riket svampar.   Inga underarter finns listade i Catalogue of Life.